# Nayarit
Nayarit egy szövetségi állam Mexikó nyugati részén, a Csendes-óceán partján. 1917 óta létezik; a mai szövetségi állam területe korábban – 1885 óta – katonai terület volt Tepic néven. 2010-ben közel 1,1 millió lakosa volt, területe közel 28 000 km². Fővárosa Tepic, 333 000 lakossal. A város neve a helyi indiánok nyelvén hegyek közötti hely. Az állam Sinaloa és Jalisco között található, 1885-ig ez utóbbihoz tartozott. Ebben a szövetségi államban található az apró szigetváros, Mexcaltitán, amelyet egyesek az aztékok őshazájának tartanak. Ehhez az államhoz tartoznak a Tres Marías-szigetek is.

## Földrajz

### Domborzat
Az állam területén a Csendes-óceán mentén húzódó parti síkság mellett három nagy hegység találkozik: a Nyugati- és a Déli-Sierra-Madre, valamint a Vulkáni-kereszthegység. Legmagasabb csúcsa a 2760 méter magas Cerro El Vigía, de meghaladja a 2000 métert még a Sierra El Pinabete, a Cerro Dolores, a Sierra Los Huicholes, a Sierra Pajaritos, a Sangangüey, a Ceboruco, a Sierra El Nayar, a Sierra de Alica, a Cerro Sapo Grande, a San Juan és a Tepetiltic is.

## Népesség
Ahogy egész Mexikóban, a népesség növekedése Nayarit államban is gyors, ezt szemlélteti az alábbi táblázat:
| Év   | Lakosság  |
| ---- | --------- |
| 1990 | 824 643   |
| 1995 | 896 702   |
| 2000 | 920 185   |
| 2005 | 949 684   |
| 2010 | 1 084 979 |

## Kultúra

### Gasztronómia
Tipikus nayariti édesség az istete, amelyet még a 20. század elején találtak fel, de mára olyan kevesen ismerik a receptjét, hogy az eltűnés fenyegeti.